# 143
143 рік — невисокосний рік, що почався у вівторок за григоріанським календарем. 
Римська імперія •  Парфянське царство •  Кушанське царство •  Східна Хань •  Сармати

## Геополітична ситуація
У Римській імперії править  Антонін Пій (до 161). Імперія  займає Апеннінський, Піренейський та Балканський півострови, Галлію, частину Британії, Близький Схід, Північну Африку включно з Єгиптом. 
Наймогутніша держава центральної Азії — Парфянське царство. Наймогутніша держава Індостану — Кушанське царство. Династія Хань править у Китаї.  Корейський півострів ділять між собою Три корейські держави. 
Триває докласичний період цивілізації мая.
На території майбутньої України, в степах Причорномор'я, кочують сармати, північніше — племена Черняхівської культури.

## Події
- Консулами у Римі були Гай Белліцій Флакк Торкват та Луцій Вібіллій Гіппарх.
- Намісник Британії Квінт Лоллій Урбік здобув перемогу над скотами (предками шотландців).
- У Дакії спалахнули заворушення.[1]
- Шаньюєм південних хуннів  став Доулоучу.
- Убито бунтівного князя Уси.

## Народились
- Публій Септимій Гета — політичний діяч Римської імперії, консул 203 року.
- Лю Бін — 9-й імператор династії Пізня Хань у 144–145 роках. Посмертне ім'я Чун-ді.